# For All Time. Always.
«For All Time. Always.» (en español: «Eternamente. Siempre».) es el sexto episodio y final de temporada de la serie de televisión estadounidense Loki, basada en el personaje Loki de Marvel Comics. Su argumento sigue a múltiples versiones alternativas del personaje mientras intentan saber quién dirige la Autoridad de Variación Temporal (AVT). El episodio está ambientado en el Universo cinematográfico de Marvel (UCM), compartiendo continuidad con las películas de la franquicia. Fue escrito por Michael Waldron y Eric Martin, y dirigido por Kate Herron.
Tom Hiddleston repite su papel de Loki de la serie de películas, mientras que Sophia Di Martino interpreta a una versión femenina del personaje llamado Sylvie. Gugu Mbatha-Raw, Wunmi Mosaku, Eugene Cordero, Tara Strong, Jonathan Majors y Owen Wilson también protagonizan el episodio. Herron se unió a la serie en agosto de 2019. El rodaje se llevó a cabo en Pinewood Atlanta Studios, y el rodaje se realizó en el área metropolitana de Atlanta. 
«For All Time. Always.» se estrenó en Disney+ el 14 de julio de 2021. El episodio fue elogiado por la introducción de Majors como «He Who Remains» (Aquel que permanece, en español), una versión alternativa de Kang el Conquistador, con elogios hacia la actuación de Majors.

## Trama
En la Ciudadela del Fin de los Tiempos, Loki y Sylvie se encuentran con Miss Minutes, rechazando una oferta de su maestro, He Who Remains (Aquel que permanece / El que permanece), para devolverlos a la línea de tiempo, garantizándoles el gobierno y la felicidad. Mientras tanto, Renslayer parte en una misión para encontrar el «libre albedrío» después de recibir información de He Who Remains.  En 2018, Fremont, Ohio, Hunter B-15 es perseguida por otros Minuteros de la VTA hasta que revela una variante de Renslayer, una subdirectora de escuela, para demostrar que los empleados de la AVT son variantes. 
He Who Remains saluda a Loki y Sylvie; usando un TemPad para evitar los ataques de Sylvie, He Who Remains revela que puede anticipar sus acciones porque ha previsto el pasado, el presente y el futuro y los guio hacia él. También revela que creó la AVT después de que varias variantes de él mismo descubrieran universos alternativos y se contactaran entre sí en el siglo 31. Varios de ellos intentaron conquistar otros universos, lo que llevó a una guerra multiversal. Él enjaezó a la criatura Alioth para terminarlo, aísla su línea de tiempo y crea el AVT para evitar más bifurcaciones. A medida que se ha cansado, le ofrece a Loki y Sylvie una opción: matarlo, terminar con la línea de tiempo singular y arriesgarse a otra guerra multiversal provocada por sus variantes, o sucederlo en la dirección de TVA y administrar la línea de tiempo.   
A medida que la línea de tiempo comienza a divergir, He Who Remains descubre que ya no puede anticipar el futuro y Sylvie intenta matarlo. Loki lucha contra ella, temiendo que tenga razón y suplicando que quiere mantenerla a salvo. Se besan, pero Sylvie usa el TemPad para enviar a Loki de regreso a la sede de la AVT 
Ella mata a He Who Remains, quien no ofrece resistencia, desatando un multiverso con líneas de tiempo que no se pueden podar. En la sede de la AVT, Loki advierte a Hunter B-15 y Mobius que las variantes de He Who Remains vienen a hacer la guerra, pero Mobius no reconoce a Loki, dándose cuenta de que ha sido enviado a la sede de la AVT de un universo diferente al observar que una estatua de una de las variantes ha reemplazado a las de los Guardianes del Tiempo.

## Producción

### Desarrollo
Para septiembre de 2018, Marvel Studios estaba desarrollando una serie limitada protagonizada por la versión de Loki de Tom Hiddleston en el UCM.  El CEO de The Walt Disney Company, Bob Iger, confirmó que la serie estaba en desarrollo en noviembre. Kate Herron fue contratada para dirigir la serie en agosto de 2019. Ella y el guionista Michael Waldron son productores ejecutivos junto a Kevin Feige, Louis D'Esposito, Victoria Alonso y Stephen Broussard de Marvel Studios. El sexto episodio, titulado «For All Time. Always»., fue escrito por Waldron y Eric Martin. La escena poscréditos del episodio alentó la renovación de la serie para una segunda temporada.

### Escritura
Waldron calificó al personaje de Miss Minutes como «realmente aterradora» cuando revela sus intenciones malvadas en el episodio. Herron la describió como un «diablo en el hombro» para Loki y Sylvie, y originalmente había planeado que Miss Minutes luchara contra la pareja en la Ciudadela en el del Final de los Tiempos. La interrupción de la producción permitió a los creativos reexaminar el papel de Miss Minutes en el episodio, lo que resultó en la creación de una relación más profunda y "protectora" entre ella y He Who Remains de lo que se concibió en un principio.
Se revela que He Who Remains es el «hombre detrás de la cortina» de la Autoridad de Variación Temporal, interpretado por Jonathan Majors, quien aparecerá en la película Ant-Man and the Wasp: Quantumania de 2023 como Kang el Conquistador, una variante de He Who Remains.  Este, que es un personaje separado de la historia de los cómics, fue modificado para que el UCM fuera una variante de Kang, y también fue parcialmente inspirado en Immortus.  Waldron opinó que tenía "mucho sentido" presentar a Majors en la serie, ya que Kang es un adversario multiversal que viaja en el tiempo y se cree que es «el próximo gran villano de las nuevas películas». Al construir el personaje, Waldron esperaba «realmente insinuar ese terrible mal que hay en su interior», al tiempo que retrata sus otras variantes como más malvadas que él. Herron apodó a He Who Remains como el que reúne la serie ya que él era «uno de los temas del programa», para demostrar, bajo su criterio, que «nadie es completamente bueno o completamente malo» punto en que los espectadores ignoran. La soledad de He Who Remains también resonó con la experiencia de Herron durante el confinamiento por la pandemia de COVID-19. Cuando Ravonna Renslayer entera de que la Autoridad de Variación Temporal es una mentira y sus agentes son variantes, decide que quiere permanecer en el poder y «reacciona más con ira», en lugar de cuestionar el propósito de su vida como lo había hecho Mobius M. Mobius. Gugu Mbatha-Raw dijo que Renslayer quiere vengarse del autor que creó el bulo de la AVT, y Waldron agregó que quiere encontrar al que se burló de ella.
Al hablar sobre la decisión de Sylvie de matar a He Who Remains y traicionar a Loki, Sophia Di Martino señaló que en ese momento Sylvie cree que matarlo la hará sentir mejor con el sentimiento que se alimenta de la ira acumulada desde su infancia. Herron comparó la situación de Sylvie en la escena con la caracterización de Loki en Thor, con Sylvie impulsada por la venganza, el dolor y la ira, y con Loki entendiendo sus sentimientos debido a su propia experiencia. Herron sintió que aunque la traición de Sylvie fue «un adiós horrible [...], los sentimientos fueron vívidos» en su confrontación final. Di Martino agregó que, a pesar de seguir adelante con la muerte de He Who Remains, Sylvie permanece insatisfecha sin obtener el alivio que ha estado esperando toda su vida.
Al final del episodio,  en donde Loki ve en la AVT la Línea de Tiempo Sagrada rota y una estatua de Kang reemplazando a las de los Guardianes del tiempo, tuvo diferentes variaciones, con esta elegida mientras la producción estaba interrumpida por la pandemia de COVID-19. Waldron creía que el final por el que se decidieron se sentía correcto y fue capaz de cerrar una parte de la historia mientras proporciona «energía de propulsión emocionante en lo que sea que suceda a continuación».  Una vez que se supo que sucedería una segunda temporada, se agregaron elementos en los episodios finales para convertirlos en cliffhangers. Herron agregó que siempre se supo que la temporada terminaría con el renacimiento del multiverso. También creyó que era importante mostrar que Loki «todavía tiene una pelea en su corazón» en las escenas en el Time Theatre después de que Sylvie lo despide. Hiddleston agregó que la confusión de Loki en ese momento, procesando la traición de Sylvie después de que él «tomó una decisión valiente», fue «sin precedentes y lo destroza internamente». La última línea el de Mobius en el episodio, «¿Quién eres tú?», imita la primera línea del primer episodio y fue «la cuestión de toda la primera temporada».
Herron agregó que nunca se consideró una escena poscréditos para el episodio, ya que los creativos «siempre estaban pensando solo en la historia y donde sabíamos que queríamos que terminara», aunque el anuncio de una segunda temporada se incluyó en los créditos intermedios como «un guiño divertido a algo que Marvel hace tan bien».

### Casting
El episodio está protagonizado por Tom Hiddleston como Loki, Sophia Di Martino como Sylvie, Gugu Mbatha-Raw como Ravonna Renslayer, Wunmi Mosaku como Hunter B-15, Eugene Cordero como Hunter K-5E, Tara Strong como la voz de Miss Minutes, Jonathan Majors como He Who Remains y Owen Wilson como Mobius M. Mobius. : 41:46–42:25  También aparece Neil Ellice como Hunter D-90. : 43:25  Waldron se alegró de que la aparición de Majors en el episodio no se filtró antes de tiempo, y señaló que muchos espectadores sospechaban que una versión de Kang podría aparecer en una escena poscréditos, pero probablemente no habría sido una gran parte del episodio como lo fue Majors.

### Diseño
La diseñadora de producción Kasra Farahani se inspiró en los cómics de la Ciudadela del Final de los Tiempos, haciendo que la Ciudadela fuera tallada in situ del asteroide, similar a Petra en Jordania, hecha «esta piedra negra con adornos de vetas doradas», el oro estaba destinado a representar un tipo de tecnología incognoscible, ya que los descubrimientos científicos han demostrado que los asteroides pueden contener un alijo insondable de metales preciosos y elementos raros. En el interior, la Ciudadela está casi abandonada, a excepción de la oficina de He Who Remains, como una forma de reflejar «una figura triste y solitaria que traquetea en un gran espacio vacío que ha decidido habitar solo su oficina». Conduciendo a su oficina, Farahani construyó esculturas de 13 pies de alto, centinelas del tiempo que cada uno sostiene la mitad de un reloj de arena, seguidas de «un elaborado aparato de cronometraje donde la habitación misma sirve como reloj»; estos toques estaban destinados a revelar lentamente quién estaba en la Ciudadela sin decírselo explícitamente a la audiencia. La oficina de He Who Remains fue un desafío para Farahani y su equipo para agregar fuentes de luz en la habitación, ya que se suponía que se había formado in situ, lo que finalmente sugirió una nebulosa fuera de la ventana para proporcionar una luz exterior, junto con el resplandor de la chimenea. La arquitectura de la Ciudadela se inspiró en el Castillo Hearst, y Farahani creía que He Who Remains lo había construido, tomando «una variedad de grandes estilos arquitectónicos» para crearlo. Herron comparó el diseño de Farahani con una «especie de espacio polvoriento y ruinoso de Sunset Boulevard».
Herron sintió que el set de Citadel ayudó a Majors en la presentación de He Who Remains como «alguien extrovertido que estaría viviendo solo y hablando con un reloj de dibujos animados». El traje de He Who Remains se construyó a partir de elementos a lo largo del tiempo, como una capa de la época victoriana, zapatos de Genghis Khan y pantalones mongoles, con una pieza en el pecho destinada a evocar a Immortus. Herron comparó su disfraz con un pijama, dada su naturaleza cómoda.  Para la nueva línea de tiempo de la AVT, Farahani se aseguró de que se viera igual que el que aparece en todos los episodios anteriores, para ayudar a retrasar la comprensión de la audiencia y de Loki al estar en un lugar diferente. Este escenario de la AVT también contiene una estatua de Kang el Conquistador en lugar de los tres Guardianes del Tiempo, con Farahani trabajando con el equipo de desarrollo visual para crear la apariencia y el diseño del personaje.

### Filmación y efectos visuales
La filmación tuvo lugar en los estudios de Pinewood Atlanta en Atlanta, Georgia,: 9 con la dirección de Herron, y Autumn Durald Arkapaw como directora de fotografía. : 2 El rodaje de las locaciones se llevó a cabo en el área metropolitana de Atlanta,  incluso en el Atlanta Marriott Marquis, que se utilizó para la sede de Autoridad de Variación Temporal. Las escenas de Loki en el Time Theatre después de que Sylvie lo despidió fueron las primeras en filmarse cuando la producción se reanudó de su pausa, con Hiddleston creyendo que estas escenas eran un lugar «intenso» para reiniciar el rodaje. Majors filmó su papel durante la última semana de rodaje de la serie, coordinando con sus compromisos para la película The Harder They Fall (2021), que se estaba filmando en Santa Fe, Nuevo México. Majors sintió que era difícil prepararse para Loki mientras era el actor principal de The Harder They Fall. Para ayudar a Majors, Herron tenía lecturas de línea entre él, Hiddleston y Di Martino vía Zoom. Herron también permitió a Majors improvisar elementos de su interpretación, como ciertas líneas o movimientos.
Di Martino dijo que la pelea de Sylvie con Loki fue mucho más emotiva que su pelea a principios de temporada, creyendo que se sintió como una "escena de ruptura", diciendo: «Fue la pelea que tienes cuando dejas a alguien. Y es muy doloroso porque te preocupas por esta persona, pero no puedes estar con ella por cualquier motivo». El final del episodio con Loki dándose cuenta de que está en una AVT diferente fue una referencia al final de El planeta de los simios (1968).
El episodio comienza con una secuencia que presenta varios archivos de audio de proyectos anteriores del UCM, incluido el audio de Sam Wilson, Hope van Dyne, T'Challa, Scott Lang, Natasha Romanoff, Peter Quill, Thor, Steve Rogers, Hank Pym, Carol Danvers, Loki, Korg, Visión y Sylvie, así como el audio de Alan Watts, Neil Armstrong, Greta Thunberg, Malala Yousafzai, Nelson Mandela, Ellen Johnson Sirleaf y Maya Angelou;  Este fue un homenaje a la película Contact (1997). Los dos agujeros negros que aparecen en la secuencia también se inspiraron en Contact. Herron llamó a la secuencia «en constante evolución» e inicialmente había sugerido que se usaran sonidos de la Tierra al final de la secuencia cuando lo visual entra en la línea de tiempo junto con algunas citas del tiempo. Esta versión se mostró a Feige y a los otros ejecutivos de Marvel Studios, quienes disfrutaron del final con los sonidos, y Feige señaló que el estudio nunca antes había incluido voces del UCM en su apertura. Esto llevó a Herron y su equipo de sonido a encontrar las citas para la apertura, coincidiendo con el momento en que aparece su personaje, con los sonidos expandiéndose a toda la secuencia como una forma de "pasar a la fase anterior" y ser «un resumen del caos del universo en el que está rodeado He Who Remains». Herron trabajó con el Equipo de Diversidad de Disney para seleccionar las voces del mundo real. La línea de tiempo, originalmente presentada como una línea recta en la serie, se revela de forma circular al final de la secuencia, una muestra de que Herron comparó con la Tierra y ahora se considera esférica en lugar de plana, ya que «el conocimiento de la AVT sobre el la línea de tiempo siempre ha sido una línea recta».
Los efectos visuales para el episodio fueron creados por Trixter, Luma Pictures, Cantina Creative, Crafty Apes, Method Studios, Lola Visual Effects y FuseFX. : 44:35–44:52 El episodio y la temporada se completaron el 20 de junio de 2021.

### Música
La secuencia de apertura presenta «It's Been a Long, Long Time» de Harry James, escuchado anteriormente en Captain America: The Winter Soldier (2014) y Avengers: Endgame (2019), y la canción de Bollywood «Swag Saha Nahi Jaye» de Happy Phirr Bhag Jayegi (2018), cantada por Sohail Sen y Neha Bhasin. : 45:02 La partitura de la compositora Natalie Holt hace referencia a «Twilight of the Gods» de Mark Mothersbaugh de Thor: Ragnarok (2017).

## Marketing
Después del lanzamiento del episodio, Marvel anunció mercadería inspirada en el episodio como parte de su promoción semanal Marvel Must Haves para cada episodio de la serie, incluyendo joyas, ropa, calcomanías de pared y accesorios. Marvel también lanzó un póster promocional de «For All Time. Always», que incluía una cita del episodio.

## Lanzamiento
«For All Time. Always.» fue lanzado en Disney + el 14 de julio de 2021.

## Recepción

### Audiencia
Según Samba TV, el episodio fue visto en 1,9 millones de hogares estadounidenses del 14 al 18 de julio, superando los finales de WandaVision (1,4 millones) y The Falcon and the Winter Soldier (1,7 millones). Durante sus primeros cinco días de lanzamiento, también tuvo máximos de audiencia en el Reino Unido (300,000 hogares), Alemania (96,000) y Australia (12,000).

### Respuesta crítica
El sitio web de agregador reseñas Rotten Tomatoes informó una calificación de aprobación del 89% con una puntuación promedio de 8.05/10 basada en 27 reseñas. El consenso crítico del sitio dice: «Anclado por un trío de actuaciones sólidas, 'For All Time. Always.' cierra la primera temporada de Loki con un final emocionante que tiene importantes implicaciones para el multiverso».

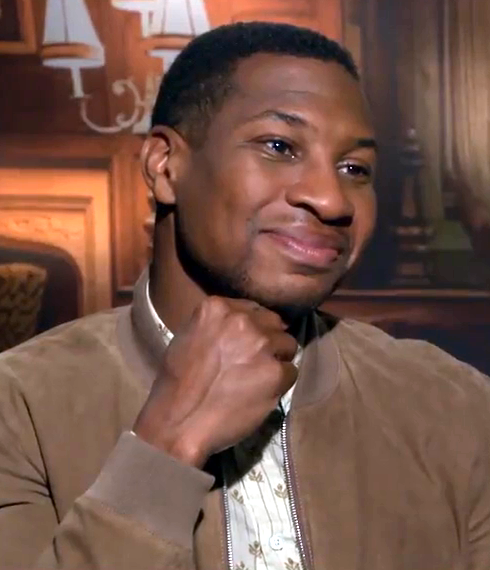
La actuación de Jonathan Majors como «He Who Remains» en el episodio fue destacada por los críticos.

Alan Sepinwall de Rolling Stone estaba emocionado y consternado por la aparición de Majors en el episodio, y señaló que la presentación del villano principal del episodio final era «una estructura dramática mala», y que «brevemente se sintió como si todo lo que había haber sido tan especial y atractivo acerca de Loki fue dejado de lado para exaltar a un nuevo chico malo para la pantalla grande». Además, creía que gran parte del episodio debería haber sido imposible de ver porque tenía una gran exposición. Sin embargo, la interpretación profundamente extraña de Majors sirvió al material, haciendo «un debut increíble» para el personaje. Sepinwall creía que si el final se examinaba «como una configuración para más Loki», además de permitir que los espectadores de MCU se acostumbraran a una versión de Kang, «For All Time. Always.» fue una «conclusión defectuosa pero a menudo fascinante de un solo capítulo de la historia de Loki, en lugar de la novela gráfica completa y fácilmente el mejor de los tres finales de MCU de este año». Joanna Robinson escribió para Vanity Fair que estuvo de acuerdo en que el episodio logró el mejor final de una de las series del UCM y Disney+, y destacó las fuertes alusiones a la serie Lost y la película Seven;  Sepinwall también había notado las conexiones con Lost en el episodio. Al igual que Sepinwall, Robinson también sintió que la revelación de Kang no debería haber funcionado y notó la gran cantidad de exposición en el episodio, diciendo: «No hay absolutamente ninguna posibilidad de que este episodio hubiera funcionado si no fuera porque Marvel contrató a un actor tan visible e impredecible como Majors», y lo comparó con Jim Moriarty de Andrew Scott en Sherlock. También se alegró de que el final se centrara en «el carácter y la emoción, y mantuvo las apuestas del Fin del Mundo [en el episodio] sorprendentemente personales» y no contó con una gran pieza de acción CGI para sentirlo.
Simon Cardy, de IGN, le dio a «For All Time. Always». un 9 sobre 10, diciendo que el final de temporada ha guardado lo mejor, estableciendo grandes eventos que alteran el universo en un escenario pequeño. Añadió que es una culminación de temas, vínculos entre personajes y promesas que resultan en 40 minutos completamente que resultan atractivos al espectador pero inesperadamente discretos. «Una escritura fantástica y una actuación de debut sobresaliente se combinan para crear un episodio de televisión que debería cambiar un universo (o multiverso) para siempre». Agregó que ver a Majors aparecer por primera vez fue una «revelación discreta pero impactante», elogiando la «escritura estelar» y la actuación del actor que exudaba la «energía estrafalaria de Willy Wonka de Gene Wilder con el terror subyacente del detective Alonzo de Denzel Washington en Training Day». Cardy criticó el material de AVT, particularmente con Renslayer, sintiendo que seguía siendo «un personaje críptico, pero no de una manera particularmente divertida». Al escribir para The A.V. Club, dijo Caroline Siede, «el primer final de temporada de Loki no teje juntos todos los hilos de la temporada tanto como tirarlos por la ventana y se inicia un nuevo tapiz completo. Es un movimiento audaz que lo convierte en un episodio fascinante y el final del MCU más inesperado hasta el momento, incluso si se puede decir que es una no conclusión tremendamente insatisfactoria para la temporada de televisión que acabamos de ver». Si bien Siede notó que los espectadores que no habían estado familiarizados con el casting de Majors como Kang se habrían confundido a lo largo del episodio, sintió que funcionó tanto para esos espectadores como para aquellos que esperaban una aparición de Kang de alguna forma, con Majors dando una «maravillosa actuación caprichosa»; le proporcionó al episodio una B +.
Richard Newby escribió para The Hollywood Reporter: «En un episodio que tanto amplía el alcance de las posibilidades narrativas y llega al centro de sus personajes principales, el primer final de temporada se las arregla para encontrar el equilibrio perfecto entre la rareza de cómics y estudios de personajes significativos».  David Opie, de Digital Spy, criticó la introducción de He Who Remains, diciendo que «surgió completamente de la nada» para los lectores que no eran cómics, sintiendo que «temáticamente, otra variante de Loki habría sido un villano mucho más satisfactorio», ya que eso forzaría Loki para enfrentarse a sí mismo y sus nociones de lo que significa ser bueno, opinando que la caracterización estaba «siendo pasada por alto sólo para hacer avanzar la historia de la manera que Marvel considere conveniente».